# Кронверкская набережная
Кро́нверкская на́бережная — набережная в Петроградском районе Санкт-Петербурга. Проходит по правом берегу Кронверкского пролива от Каменноостровского проспекта до Кронверкского проспекта. На северо-восток продолжается улицей Куйбышева.

## История
Сквозной проезд по правому берегу Кронверкского пролива был открыт в 1978 году. До этого времени проезда по набережной не было, существовал лишь небольшой участок, включавшийся в состав Мытнинской набережной, и который последние годы перед постройкой набережной[уточнить] был закрыт.
Современное название Кронверкская набережная присвоено 29 декабря 1980 года по Кронверкскому проливу, вдоль которого проходит набережная. До этого набережная не имела названия.

## Достопримечательности
- Иоанновский мост
- Александровский парк
- Восточный Артиллерийский мост

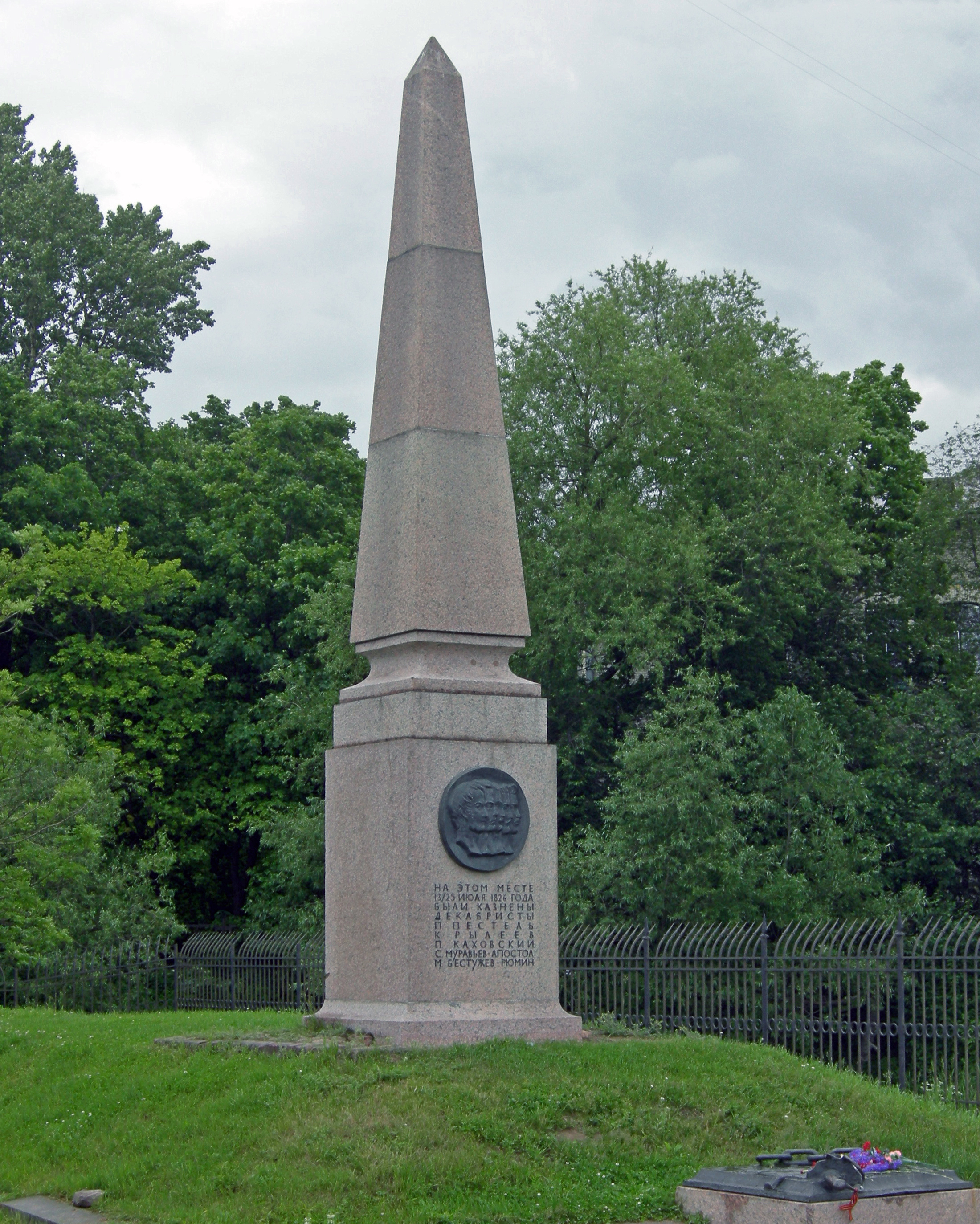
Обелиск на месте казни 5 декабристов

- обелиск на месте казни декабристов
- Кронверк Петропавловской крепости, в котором располагается Военно-исторический музей артиллерии, инженерных войск и войск связи
- Западный Артиллерийский мост
- Кронверкский мост
- Ленинградский зоопарк